# Hans Walter Gruhle
Hans Walter Gruhle (* 7. November 1880 in Lübben; † 3. Oktober 1958 in Bonn) war ein deutscher Psychiater.

## Leben
Gruhle wuchs in Dresden auf und machte dort am Wettiner Gymnasium das Abitur.
Anschließend studierte Gruhle Medizin in Leipzig, wo er bei Wilhelm Wundt psychologische Studien begann, diente als Einjährig-Freiwilliger in Würzburg, wo er zugleich Psychologie studierte und Vorlesungen bei Oswald Külpe hörte. Zum Wintersemester 1901/1902 immatrikulierte er an der Ludwig-Maximilian-Universität in München. Hier wohnte er zusammen mit seinem Jugendfreund Herbert Koch, der in München Archäologie studierte und Vorlesungen bei Theodor Lipps und Adolf Furtwängler hörte, in der Mandlstraße mitten in Schwabing, damals ein Zentrum des Bohème-Lebens.
Während dieser Zeit schloss er Freundschaft mit der Schriftstellerin Franziska zu Reventlow, damals die ungekrönte Königin der Schwabinger Bohème. Sie hatten sich über Herbert Koch kennengelernt. Nach Gruhles Weggang aus München führten Gruhle und Reventlow einen Briefwechsel, der von 1904 bis 1914 dauerte.
In dem satirischen Roman Herrn Dames Aufzeichnungen oder Begebenheiten aus einem merkwürdigen Stadtteil, in dem Reventlow die Seltsamkeiten der „Kosmiker“ um Ludwig Klages und der Jünger von Stefan George karikierte, war der eher schüchterne und stets etwas distanzierte Gruhle das Vorbild der Titelfigur. Reventlow charakterisiert dort ihren Protagonisten „Herrn Dame“ folgendermaßen:

„Herr Dame war seinem Äußeren und seinem Wesen nach durchaus der Typus junger Mann aus guter Familie und von sorgfältiger Erziehung mit einer Beimischung von mattem Lebemannstum – sehr matt und sehr äußerlich. Er wäre nie ohne einwandfreie Bügelfalte auf die Straße gegangen, auch wenn ihm das Herz noch so weh tat – und das Herz muß ihm wohl oft sehr weh getan haben. Die Grundnote seines Wesens war überhaupt eine gewisse betrübte Nachdenklichkeit oder nachdenkliche Trübsal, aber daneben liebte er Parfums und schöne Taschentücher.“

Anders bei den nur oberflächlich verschleierten Identitäten der anderen Figuren in dem Schlüsselroman hat Reventlow auch in ihren autobiographischen Aufzeichnungen keinen Hinweis auf die Identität ihrer Hauptfigur „Herr Dame“ gegeben. Die Identifizierung gelang erst durch die Forschungen des jungen Wissenschaftlers Franz van der Haak, den ein früher Tod daran hinderte, seine Dissertation über Hans Walter Gruhle fertigzustellen.
1904 wurde Gruhle in München approbiert und begann bei Emil Kraepelin Ergographische Untersuchungen für seine Dissertation, die er allerdings nach etlichen Auseinandersetzungen mit ihm erst im Januar 1907 von Heidelberg aus mit der Promotion abschließen konnte, da Gruhle zum 5. Mai 1905 an die Psychiatrische Klinik der Universität Heidelberg zu Franz Nissl gewechselt hatte.
Bei Nissl konnte er sich 1913 nicht nur habilitieren. Nach Karl Jaspers’ Autobiographie wurde Gruhle neben Nissls Oberarzt und späterem Nachfolger Karl Wilmanns vielmehr damals schon zu einem der „‚maßgebenden‘ Ärzte“ der bereits weithin angesehenen Klinik, „der durch seine Kritik, Vielseitigkeit und Spontaneität alles in Bewegung hielt“. Diese Einschätzung wurde freilich nicht von allen geteilt: der langjährige gemeinsame Kollege Arthur Kronfeld erklärte die Rolle Gruhles, dessentwegen er selbst die Klinik verlassen hatte, in einem Schreiben an Jaspers zu einem „fruchtlosen ‚Strohkönigstum‘“.
1921 war Gruhle als Mitherausgeber der Fachzeitschrift Psychologische Forschung an der Gründung der im deutschsprachigen Sprachraum und darüber hinaus wohl einflussreichsten psychologischen Zeitschrift dieser Zeit beteiligt – gemeinsam mit den bei diesem Projekt federführenden Gestaltpsychologen Max Wertheimer, Wolfgang Köhler und Kurt Koffka sowie dem ganzheitlich orientierten Neurologen Kurt Goldstein.
Eine Berufung erhielt Gruhle trotz anerkannter Fachkompetenz bis 1933 nicht. Der Nazifizierung auch der Heidelberger Universität, der als einer der ersten sein Chef Karl Wilmanns zum Opfer fiel, wich Gruhle 1934 durch Übernahme der Leitung der Württembergischen Heil- und Pflegeanstalt Zwiefalten aus und ließ sich von dort 1939 in den Militärdienst versetzen. Weil er an dem euphemistisch so genannten Euthanasieprogramm der Nationalsozialisten zur systematischen Ermordung Geisteskranker nicht beteiligt sein wollte, übernahm aber 1940 die Leitung der Anstalt Weißenau. Von dort wurde er 1946 im Alter von 65 Jahren zum Ordinarius der Psychiatrischen Universitätsklinik der Bonner Universität berufen, die er bis zu seiner Emeritierung im 72. Lebensjahr leitete. Nach dem frühen Tod seines Nachfolgers Kurt Pohlisch musste er sie 1955 allerdings noch einmal für ein Jahr lang kommissarisch führen, bevor Hans Jörg Weitbrecht Nachfolger wurde.

## Auswahl aus den Veröffentlichungen
Außer den von der DDB (s. u.) angezeigten Werken sind erwähnenswert:
- 1912 Die Ursachen der jugendlichen Verwahrlosung und Kriminalität. Studien zur Frage: Milieu oder Anlage. Springer, Berlin (Abhandlungen aus dem Gesamtgebiet der Kriminalpsychologie. Band 1)
- 1913 Die Bedeutung des Symptoms in der Psychiatrie In: Zeitschr. ges. Neurol. Psychiat. Band 16, S. 465–486 (Ausarbeitung der Antritts- bzw. Probevorlesung vom 3. März 1913). erneut in *1953 S. 150–170 bis auf einige der Diskussion der Psychoanalyse gewidmete Teile, die vom Wiederabdruck ausgenommen wurden, darunter vor allem Gruhles Verteidigung der Psychoanalysekrititik seines damaligen Kollegen Arthur Kronfeld, zu der er selbst beigetragen hatte, gegenüber Eugen Bleuler auf S. 480 der Originalpublikation.
- 1915 Selbstschilderung und Einfühlung. In: Zeitschr. ges. Neurol. Psychiat. Band 28, S. 148–231; erneut in: *1953, S. 110–130
- 1922a Die Psychologie des Abnormen. In: Gustav Kafka (Hrsg.): Handbuch der Vergleichenden Psychologie. Band III/Abteilung 1. Ernst Reinhardt, München Digitalisat Internet Archive; Digitalisat Internet Archive
- 1922b Die Psychologie der Schizophrenie. In: Zeitschr. ges. Neurol. Psychiat. Band 78, S. 454–471
- 1929 Kraepelins Bedeutung für die Psychologie. In: Arch. Psych. Nervenheilk. Band 87, S. 43–49
- 1930 Die psychologische Analyse eines Krankheitsbildes (Schizophrenie). In: Zeitschr. ges. Neurol. Psychiat. Band 123, S. 479–484
- 1937 Grundriss der Psychiatrie = 11. Aufl. von Julius Raeckes Lehrbuch Psychiatrische Diagnostik. Springer, Berlin 1937 Digitalisat Digitale Bibliothek Elbing
- 1942: Die Erforschung und Behandlung des Verbrechers in den Jahren 1938–1940 (Schluß), in: Fortschritte der Neurologie, Psychiatrie und ihrer Grenzgebiete 14, S. 145–168
- 1948 Verstehende Psychologie (Erlebnislehre). Ein Lehrbuch. 2. Auflage 1956, Georg Thieme, Stuttgart Digitalisat Internet Archive
- 1953 Geschichtsschreibung und Psychologie. Bouvier, Bonn
- 1953 Zurechnungsfähigkeit der Psychopathen. In: Verstehen und Einfühlen. Gesammelte Schriften. 1953, S. 415–433
- 1955 Gutachtentechnik. Springer, Heidelberg